# Оріпяа
Оріпяа (фін. Oripää) — громада в провінції Південно-Західна Фінляндія.

## Демографія
Станом на 31 січня 2011 року в громаді Оріпяа проживають 1417 осіб: 703 чоловіки та 714 жінок.
96,68. % жителів вважають рідною мовою фінську, 0,21 — шведську. Інші мови є рідними для 3,11 % жителів громади.
Зміна чисельності населення за роками:
| Рік  | Чисельність |
| ---- | ----------- |
| 1980 | 1480        |
| 1990 | 1414        |
| 2000 | 1342        |
| 2010 | 1414        |
| 2011 | 1417        |